# Le Val-Saint-Père
Le Val-Saint-Père è un comune francese di 1 963 abitanti situato nel dipartimento della Manica nella regione della Normandia.
Vi si trova il "Museo della Seconda Guerra Mondiale" (Musee de la Seconde Guerre Mondiale) con una collezione di uniformi dell'epoca.

## Società

### Evoluzione demografica
Abitanti censiti